# Арамоана

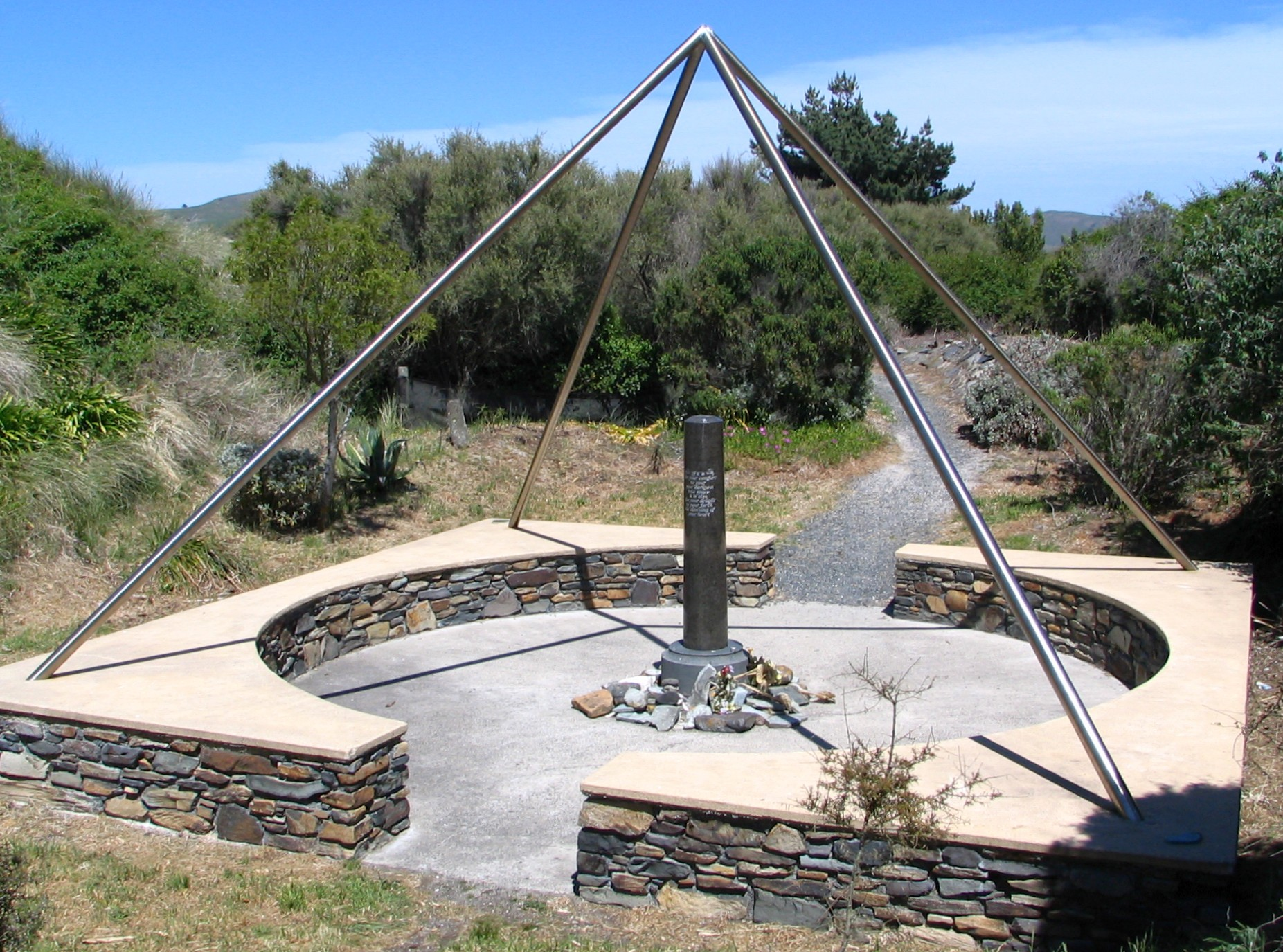
Мемориал жертвам Бойни в Арамоане.

Эта статья — о поселении. О железнодорожном пароме см. ст. GMV Aramoana
Арамоана (англ. Aramoana) — сельское поселение в регионе Отаго (Новая Зеландия). С языка маори название посёлка переводится как «тропа в море».

## Описание, история
Небольшое прибрежное поселение расположено на песчаной косе у входа в гавань Отаго в 27 км к северо-востоку от города Данидин, напротив крайней точки полуострова Отаго. От Арамоаны в океан уходит мол длиной 1200 метров, сооружённый в целях защиты входа в гавань от приливного песка. С юго-запада к поселению примыкают обширные ватты. В посёлке установлено ограничение скорости 30 км/ч, нет уличных фонарей и пешеходных дорожек.
Поселение было основано Правлением порта Отаго в 1880-х годах как «пилотная станция». Постепенно она превратилась в небольшую фермерскую деревню. С 1950-х годов Арамоана приобрела популярность своим пляжем и тихим сельским образом жизни, поэтому в посёлке всё чаще стали появляться туристы.
В конце 1970-х годов Арамоана была выбрана местом для постройки крупного алюминеплавильного завода. Для защиты экологии поселения была организована кампания «Спасите Арамоану», в которой приняли участие многие известные личности. В рамках кампании 23 декабря 1980 года Арамоана заявила, что выходит из состава страны: были созданы «пограничный пост» и «путешествующее посольство», были напечатаны паспорта, а также свидетельства о гражданстве и печати. В итоге от строительства фабрики отказались и Арамоана «вернулась» в состав Новой Зеландии.
В ноябре 1990 года Арамоана печально прославилась случившимися здесь массовыми убийствами. Местный житель, безработный коллекционер оружия, устроил стрельбу в поселении и убил 13 человек, прежде чем сам был застрелен полицией. Позднее был открыт монумент этим тринадцати жертвам. В 2006 году на экраны вышел фильм «Гром среди ясного неба», рассказывающий о трагедии.

## Демография
Согласно переписи населения 2018 года в Арамоане проживали 111 человек (69 мужчин и 42 женщины), однако количество жителей поселения значительно меняется в зависимости от времени года, поэтому здесь довольно много так называемых коттеджей для отдыха.
Средний возраст жителя — 52,2 года, при среднем по стране 37,4 года (16,2 % жителей Кака-Пойнт были старше 64 лет); 2,7 % жителей указали, что они являются маори. Средний доход жителя составлял 29 500 долларов в год, при среднем по стране 31 800 долларов в год.